# Agno (Tessin)
Pour les articles homonymes, voir Agno.
Agno est une commune suisse du canton du Tessin.

Vue aérienne (1963).

## Monuments et curiosités
- L'église Santi Giovanni e Provino a été construite en 1760 sur l'emplacement d'un sanctuaire plus ancien. L'édifice à plan central est surmonté d'une coupole, la façade néo-classique date de la fin du XIXe s. Dans une annexe de l'église se trouve un petit musée d'archéologie et d'histoire locale[3].

## Transport
La ligne ferroviaire Lugano-Ponte Tresa dessert la commune avec l'arrêt Agno.
L'aéroport de Lugano est également situé dans la commune d'Agno.